# David Armand
David Armand (né David Whitehead en septembre 1977) est un humoriste, acteur et scénariste britannique qui a joué sur scène, au cinéma, à la radio, mais aussi et surtout à la télévision. Il est ainsi apparu dans Fast and Loose, Episodes, How Not to Live Your Life, Pulling, The Armstrong and Miller Show, Swinging et Peep Show.
Armand est l'un des scénaristes et acteurs principaux des programmes télévisés pour enfants Sorry, I've Got No Head et Pixelface, produits par CBBC. Il a également écrit les scénarios des séries The Peter Serafinowicz Show et Katy Brand's Big Ass Show.

## Biographie
Né dans le Northamptonshire, dans la ville de Kettering, Armand a étudié à l'université communautaire d'arts Latimer St Catharine's, Cambridge, ainsi qu'au London Academy of Music and Dramatic Art. En tant que membre de la troupe The Hollow Men, il est apparu quatre fois au festival d'Edinburgh Fringe entre 1999 et 2002, voyageant également aux États-Unis en 2003 lors de l'US Comedy Arts Festival dans le Colorado, et au Canada en 2005 lors du festival Juste pour rire. La troupe a écrit et produit une série télévisée portant le même nom pour la chaîne Comedy Central, ainsi que deux autres séries pour BBC Radio 4.
Après s'être fait connaître pour son interprétation mimique de la chanson Torn de Natalie Umbruglia, il interprète par le mime d'autres chansons, sous le pseudonyme de Johann Lippowitz, dont « Wherever I Lay My Hat » de Paul Young, et « Don't Look Back in Anger » d'Oasis. Il mime de nouvelles chansons en 2011 pour le jeu télévisé britannique Fast and Loose (en) sur BBC Two, et, en juillet 2012, pour le jeu télévisé américain Trust Us with Your Life (en) sur ABC.
Armand fut l'un des acteurs principaux de la sitcom de BBC Three How Not to Live Your Life, dans le rôle d'Eddie Singh, l'ancien soignant très enthousiaste de la grand-mère du personnage principal de la série, Don Danbury (joué par Dan Clark). Il est aussi apparu plusieurs fois dans la web série This is Wondervision.
En février 2012, Armand incarne le personnage de John dans une pièce de théâtre d'Alan Ayckbourn, Absent Friends, au Harold Pinter Theatre (en) (à Londres), recevant par ailleurs une critique positive de Michael Billington (en).